# Нью-Медовс (Айдахо)
Нью-Медовс (англ. New Meadows) — місто (англ. city) в окрузі Адамс штату Айдахо США. Населення — 517 осіб (2020).

## Історія

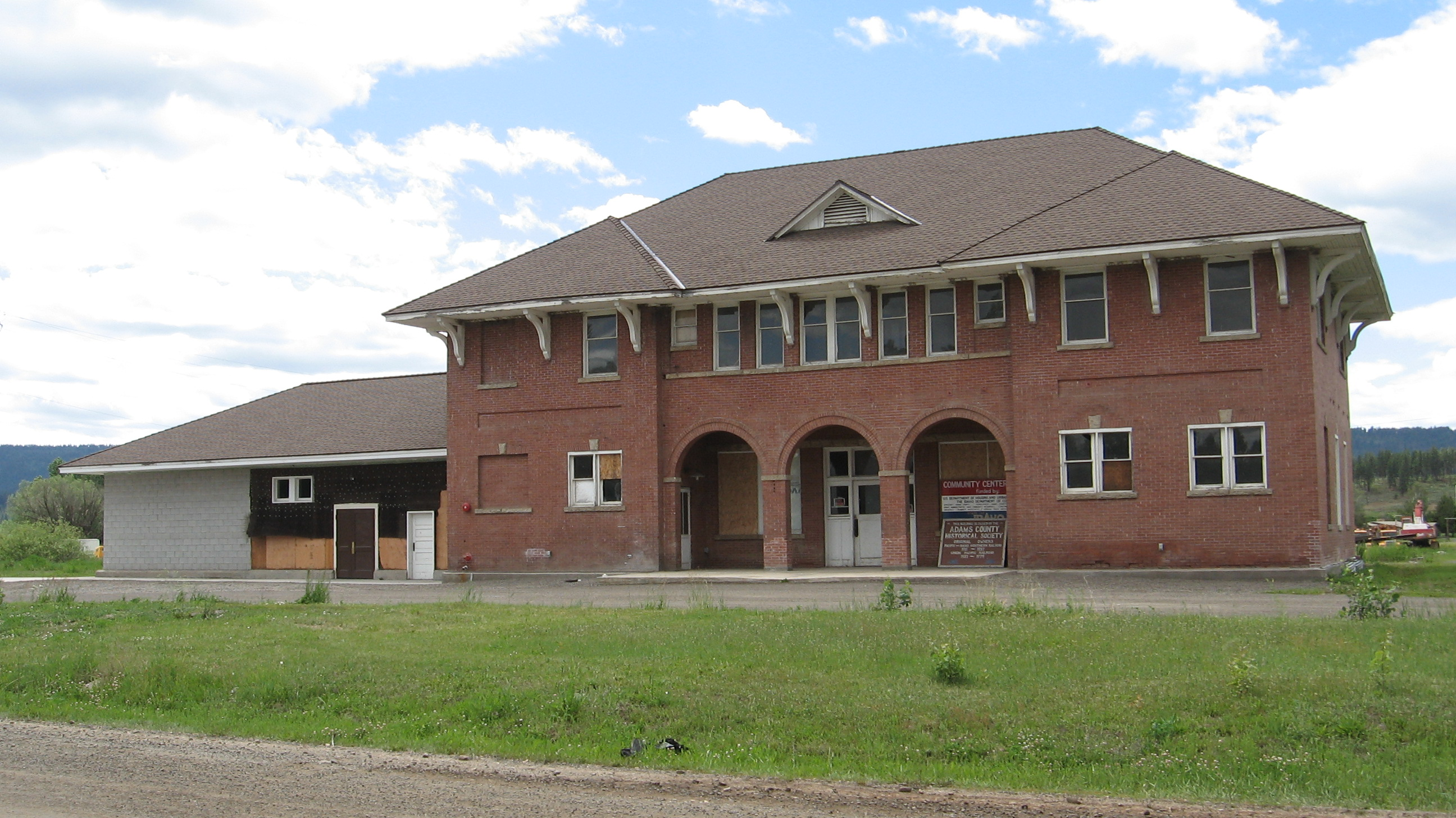
Залізнична станція

Поселення засноване 1864 року. У 1878 році отримало назву «Вайтс-Мейл-Стейшн» (англ. Whites Mail Station). У 1910 залізнична компанія INPR (Idaho Northern and Pacific Railroad) планувала побудувати станцію в містечку Медовс (англ. meadows — "луки" ['medəus], 44°57′40″ пн. ш. 116°14′34″ зх. д. / 44.961124° пн. ш. 116.24275° зх. д.). Однак його представники перешкодили цьому рішенню, і залізнична лінія пролягла приблизно за 2,5 км від Медовс через Вайтс-Мейл-Стейшн. У зв'язку з цим Вайтс-Мейл-Стейшн перейменували на Нью-Медовс (англ. new — "новий"). Наступного, 1911, Нью-Медовс отримало офіційний статус міста. Будинок залізничної станції, побудований в 1910 році, входить наразі в національний реєстр історичних місць США.

## Географія
Нью-Медовс розташований в північно-східній частині округу Адамс на річці Літтл-Салмон за координатами 44°58′13″ пн. ш. 116°17′7″ зх. д. / 44.97028° пн. ш. 116.28528° зх. д. (44.970354, -116.285185). Висота центральної частини міста становить 1 179 м.
За даними Бюро перепису населення США в 2010 році місто мало площу 1,38 км², з яких 1,36 км² — суходіл та 0,03 км² — водойми. В 2017 році площа становила 1,54 км², з яких 1,51 км² — суходіл та 0,03 км² — водойми.

### Клімат
| Клімат Нью-Медовс                                                                           | Клімат Нью-Медовс | Клімат Нью-Медовс | Клімат Нью-Медовс | Клімат Нью-Медовс | Клімат Нью-Медовс | Клімат Нью-Медовс | Клімат Нью-Медовс | Клімат Нью-Медовс | Клімат Нью-Медовс | Клімат Нью-Медовс | Клімат Нью-Медовс | Клімат Нью-Медовс | Клімат Нью-Медовс |
| Показник                                                                                    | Січ.              | Лют.              | Бер.              | Квіт.             | Трав.             | Черв.             | Лип.              | Серп.             | Вер.              | Жовт.             | Лист.             | Груд.             | Рік               |
| Абсолютний максимум, °C                                                                     | 9                 | 17                | 23                | 30                | 33                | 37                | 40                | 39                | 36                | 32                | 22                | 12                | 40                |
| Середній максимум, °C                                                                       | −1                | 3                 | 8                 | 13                | 18                | 23                | 28                | 28                | 23                | 16                | 5                 | −1                | 13, 6             |
| Середня температура, °C                                                                     | −7                | −4                | 1                 | 5                 | 9                 | 13                | 17                | 17                | 12                | 6                 | −1                | −7                | 5,0               |
| Середній мінімум, °C                                                                        | −13               | −12               | −7                | −3                | 1                 | 4                 | 6                 | 4                 | 1                 | −4                | −7                | −13               | −3,6              |
| Абсолютний мінімум, °C                                                                      | −41               | −40               | −34               | −18               | −11               | −7                | −3                | −8                | −12               | −18               | −31               | −43               | −43               |
| Норма опадів, мм                                                                            | 73.2              | 66.5              | 60.5              | 52.1              | 57.4              | 48.3              | 22.9              | 20.6              | 32.5              | 39.1              | 68.8              | 81.3              | 623.2             |
| ------------------------------------------------------------------------------------------- | ----------------- | ----------------- | ----------------- | ----------------- | ----------------- | ----------------- | ----------------- | ----------------- | ----------------- | ----------------- | ----------------- | ----------------- | ----------------- |
| Джерело: http://www.weather.com/outlook/travel/businesstraveler/wxclimatology/monthly/83654 |                   |                   |                   |                   |                   |                   |                   |                   |                   |                   |                   |                   |                   |

## Транспорт
Нью-Медовс розташоване на перетині шосе ID-55 та ID-95. Місто має власний аеропорт.

## Демографія
Нижче наведено динаміку чисельності населення міста:

### Перепис 2010 року
Згідно з переписом 2010 року, у місті проживало 496 осіб у 201 домогосподарствах у складі 136 родин. Густота населення становила 368,3 особи/км². Було 264 помешкання, середня густота яких становила 196,0/км². Расовий склад міста: 95,4 % білих, 0,4 % індіанців, 3,2 % інших рас, а також 1,0 % людей, які зараховують себе до двох або більше рас. Іспанці і латиноамериканці незалежно від раси становили 4,8 % населення.
Із 201 домогосподарств 34,3 % мали дітей віком до 18 років, які жили з батьками; 51,2 % були подружжями, які жили разом; 10,0 % мали господиню без чоловіка; 6,5 % мали господаря без дружини і 32,3 % не були родинами. 24,9 % домогосподарств складалися з однієї особи, у тому числі 7 % віком 65 і більше років. В середньому на домогосподарство припадало 2,46 мешканця, а середній розмір родини становив 2,91 особи.
Середній вік жителів міста становив 35,9 року. Із них 27,2 % були віком до 18 років; 8,1 % — від 18 до 24; 25,4 % від 25 до 44; 28,5 % від 45 до 64 і 10,9 % — 65 років або старші. Статевий склад населення: 51,2 % — чоловіки і 48,8 % — жінки.
Середній дохід на одне домашнє господарство  становив 39 563 долари США (медіана — 31 786), а середній дохід на одну сім'ю — 43 206 доларів (медіана — 41 161). За межею бідності перебувало 9,8 % осіб, у тому числі 19,7 % дітей у віці до 18 років та 1,9 % осіб у віці 65 років та старших.
Цивільне працевлаштоване населення становило 237 осіб. Основні галузі зайнятості: мистецтво, розваги та відпочинок — 24,1 %, освіта, охорона здоров'я та соціальна допомога — 18,6 %, сільське господарство, лісництво, риболовля — 14,3 %, виробництво — 10,1 %.

### Перепис 2000 року
Згідно з переписом 2000 року, у місті проживало 533 осіб у 208 домогосподарствах у складі 143 родин. Густота населення становила 420,0 особи/км². Було 262 помешкання, середня густота яких становила 206,4/км². Расовий склад населення станом на 2000 рік:
- білі — 97,2 %;
- афроамериканці — 0,2 %;
- індіанці — 1,3 %;
- інші раси — 0,4 %;
- дві і більше раси — 0,9 %.
- іспанці]] і латиноамериканці незалежно від раси становили 0,75 % населення.

Із 208 домогосподарств 34,6 % мали дітей віком до 18 років, які жили з батьками; 57,7 % були подружжями, які жили разом; 7,7 % мали господиню без чоловіка, і 30,8 % не були родинами. 24,5 % домогосподарств складалися з однієї особи, у тому числі 7,2 % віком 65 і більше років. В середньому на домогосподарство припадало 2,56 мешканця, а середній розмір родини становив 3,08 особи.
Віковий склад населення: 29,1 % віком до 18 років, 6,2 % від 18 до 24, 30,8 % від 25 до 44, 24,0 % від 45 до 64 і 9,9 % років і старші. Середній вік жителів — 36 року. Статевий склад населення: 50,8 % — чоловіки і 49,2 % — жінки.
Середній дохід домогосподарств у місті становив US$28 500, родин — $31 042. Середній дохід чоловіків становив $30 000 проти $14 500 у жінок. Дохід на душу населення в місті був $11 884. Близько 16,2 % родин і 16,4 % населення перебували за межею бідності, включаючи 14,8 % віком до 18 років і 5,0 % від 65 і старших.